# Église Sainte-Jeanne-d'Arc de Saïgon
Pour les articles homonymes, voir Église Sainte-Jeanne-d'Arc.
L'église Sainte-Jeanne-d'Arc (vietnamien : Nhà thờ Thánh Jeanne d'Arc) est une église catholique dépendant de l'archidiocèse d'Hô Chi Minh-Ville qui se trouve à Cholon (5e arrondissement), quartier commerçant chinois de Saïgon. 

## Historique
Placée sous le vocable de Jeanne d'Arc (fête patronale le 30 mai), l'église a été construite entre 1921 et 1928, à l'époque de l'Indochine française.

## Caractéristiques

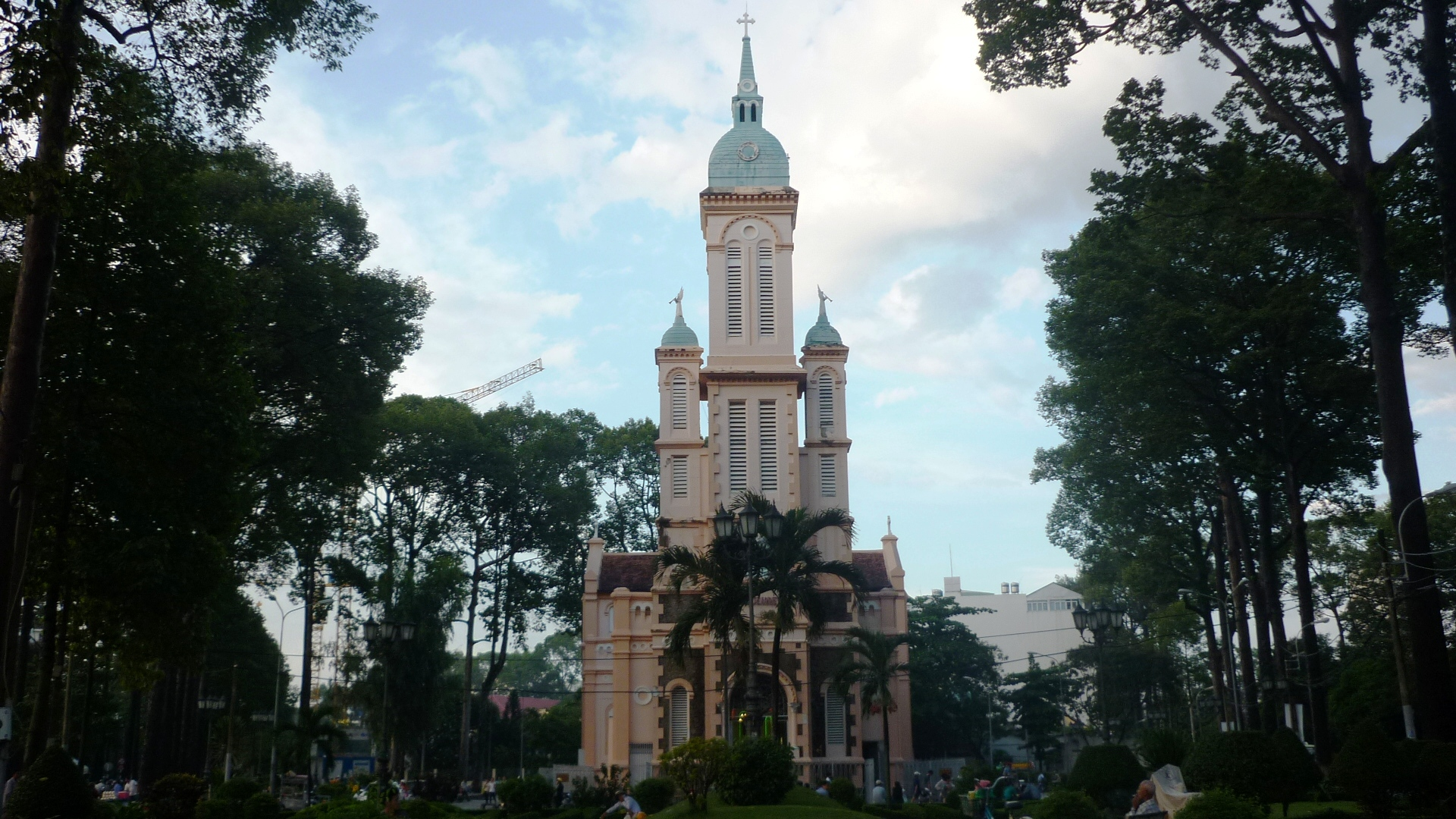
Clocher de l'église Sainte-Jeanne-d'Arc.

L'église, située dans un parc, est de style néo-roman. On remarque un ange ailé jouant de la trompette au sommet de chacun des deux clochetons flanquant le clocher. Ils rappellent les anges de l'Apocalypse.
La façade principale se distingue par le clocher avant, l'arrière est une longue salle de cérémonie, le hall principal a une forme plate, les lignes, les piliers jaune foncé sont embellis sur le mur de pierre noire. De plus, des deux côtés du clocher principal, il y a deux tours secondaires plus petites et inférieures, la partie supérieure des tours a des rangées de barres de vent rectangulaires verticales, créant un vide nécessaire pour la surface du bâtiment. Au sommet de ces tours se trouvent trois cônes bleus incurvés qui se détachent sur toute une nuance de jaune ci-dessous. 